# Зубченко, Мария Георгиевна
Мария Георгиевна Зубченко (в замужестве Соловьёва; 1924—1979) — советская женщина-снайпер Великой Отечественной войны.

## Биография
Родилась в 1924 году (по другим данным в 1925 году) в городе Алейске Алтайского края в семье Георгия (Егора) и Евдокии Ивановны Зубченко.
С декабря 1942 года служила в РККА, куда была призвана Алейским районным военкоматом. В подмосковном городе Подольске окончила Центральную женскую школу снайперской подготовки. С августа 1943 года на фронтах Великой Отечественной войны.
По состоянию на ноябрь 1943 года — снайпер 7-й стрелковой роты 69-го Гвардейского стрелкового полка (21-я гвардейская стрелковая дивизия, 3-я ударная армия).
За годы войны снайперский счёт гвардии старшего сержанта М. Г. Зубченко составил более 80 уничтоженных солдат и офицеров противника.
М. Г. Зубченко упоминается в книге Юлии Жуковой «Девушка со снайперской винтовкой».
Умерла в 1979 году.
Была награждена орденами Славы 3-й и 2-й степеней, орденом Отечественной войны 1-й степени и медалями, в числе которых медаль «За отвагу».